# Eeklo (okręg)
Eeklo (nld. Arrondissement Eeklo, fr. Arrondissement administratif d'Eeklo, niem. Bezirk Eeklo) – okręg w północnej Belgii, w Regionie Flamandzkim, w prowincji Flandria Wschodnia. 

## Podział administracyjny
Okręg podzielony jest na sześć gmin (nld. gemeente, fr. commmune, niem. Gemeinde), w skład których wchodzi dziesięć dzielnic (deelgemeente)
| - Assenede - Bassevelde - Boekhoute - Oosteeklo - Eeklo, miasto - Kaprijke - Lembeke - Maldegem (Maldeghem) - Adegem (Adeghem) - Middelburg (Middelbourg) - Sint-Laureins (Saint-Laurent) - Sint-Jan-in-Eremo (Saint-Jean-in-Eremo) - Sint-Margriete (Sainte-Marguerite) - Waterland-Oudeman - Watervliet - Zelzate |